# 25 Años de Paz (Málaga)
25 Años de Paz es un barrio perteneciente al distrito Carretera de Cádiz de la ciudad andaluza de Málaga, España. Según la delimitación oficial del ayuntamiento, limita al noroeste con el barrio de Regio; al norte con el barrio de Alaska; al nordeste y al este, con Huelin; al sureste, con Torres de la Serna; al sur con Tabacalera; y al oeste con Girón.

## Historia
La barriada de 25 Años de Paz fue construida en el año 1965 por la Delegación Nacional de Sindicatos, perteneciente a la obra social de la dictadura de Francisco Franco, por lo que es uno de los barrios de pisos más antiguos de Málaga. Su nombre conmemora el 25 aniversario de la victoria del bando sublevado en la guerra civil española, fecha que se había alcanzado tan solo un año antes, en 1964.  
Durante varias décadas, los pisos que forman el grueso del barrio tuvieron un color blanco en su exterior, pero el paso del tiempo deterioró sus fachadas e instalaciones interiores. A finales de los 90, los vecinos lograron que la Consejería de Obras Públicas de la Junta de Andalucía rehabilitara todo el conjunto, arreglando los bajantes de todos los bloques, las instalaciones eléctricas, el agua y el saneamiento.
Se hizo muy conocido en la década de los 80' cuando un 6 de abril de 1987, desapareció misteriosamente David Guerrero Guevara, el niño pintor de Malaga.

## Urbanismo
El barrio está compuesto por la urbanización homónima y dos manzanas de viviendas situadas entre dicha urbanización y la avenida de la Paloma, que forman parte del conjunto de Girón y por lo tanto gozan de protección arquitectónica a nivel municipal, además de un centro de enseñanza situado frente a la avenida Princesa. La urbanización 25 Años de Paz se compone de 25 bloques de planta de H dispuestos en tres grupos alrededor de un eje viario en forma de L. Todos los bloques son idénticos entre sí, con una altura de cuatro plantas más bajo. La urbanización fue construida en 1965 y recibe su nombre en conmemoración del 25 aniversario de la victoria del bando franquista en la guerra civil española. Los nombres de las calles también conmemoran a destacados militares franquistas de la División Azul, como Comandante Román, Sargento Crooke López, Sargento García Noblejas, etc.

## Transporte público
El barrio está conectado a la línea 2 del metro de Málaga a través de la estación de Princesa-Huelin, ubicada en la conflluencia de la calle Princesa y la avenida Juan XXIII con la calle Héroe de Sostoa. En autobús queda conectado mediante las siguientes líneas de la EMT: 
| Línea | Trayecto                                        | Recorrido | Frecuencia                             |
| ----- | ----------------------------------------------- | --------- | -------------------------------------- |
| 1     | Parque del Sur - Avda. Europa (San Andrés)      | Recorrido | 8-9 minutos                            |
| 3     | Paseo del Parque - Puerta Blanca                | Recorrido | 8 minutos                              |
| 10    | Alameda Principal - Churriana                   | Recorrido | 25-30 minutos                          |
| 15    | La Virreina - Santa Paula                       | Recorrido | 11-12 minutos                          |
| 16    | Paseo del Parque - La Térmica                   | Recorrido | 12-13 minutos                          |
| 19    | Paseo del Parque - Aeropuerto                   | Recorrido | 30-35 minutos                          |
| 22    | Avda. Molière - Universidad                     | Recorrido | 10 minutos (16-18 en época no lectiva) |
| 27    | Avenida M. A. Heredia - Polígono I. Guadalhorce | Recorrido | 70-80 minutos                          |
| 31    | Alameda Principal - Mainake                     | Recorrido | 18-25 minutos                          |
| N1    | Puerta Blanca - El Palo                         | Recorrido | 25 minutos                             |

Y las siguientes líneas interurbanas adscritas al Consorcio de Transporte Metropolitano del Área de Málaga:
| Línea | Trayecto                           | Recorrido y Horarios | Plano |
| ----- | ---------------------------------- | -------------------- | ----- |
| M-110 | Málaga-Benalmádena Costa           | Recorrido y Horarios | Plano |
| M-113 | Málaga-Fuengirola (Directo)        | Recorrido y Horarios | Plano |
| M-115 | Málaga-Benalmádena Costa (Directo) | Recorrido y Horarios | Plano |
| M-135 | Málaga-Santa Amalia                | Recorrido y Horarios | Plano |